# Fairfield (Alabama)
Fairfield és una població dels Estats Units a l'estat d'Alabama. Segons el cens del 2000 tenia 12.381 habitants.

## Demografia
Segons el cens del 2000, Fairfield tenia 12.381 habitants, 4.600 habitatges, i 3.141 famílies. La densitat de població era de 1.354,2 habitants/km².
Dels 4.600 habitatges en un 34% hi vivien nens de menys de 18 anys, en un 35,6% hi vivien parelles casades, en un 28,4% dones solteres, i en un 31,7% no eren unitats familiars. En el 29,2% dels habitatges hi vivien persones soles el 12% de les quals corresponia a persones de 65 anys o més que vivien soles. El nombre mitjà de persones vivint en cada habitatge era de 2,55 i el nombre mitjà de persones que vivien en cada família era de 3,17.
Per edats la població es repartia de la següent manera: un 26,7% tenia menys de 18 anys, un 11,9% entre 18 i 24, un 25,2% entre 25 i 44, un 22,3% de 45 a 60 i un 13,8% 65 anys o més.
L'edat mitjana era de 36 anys. Per cada 100 dones hi havia 79,2 homes. Per cada 100 dones de 18 o més anys hi havia 73,4 homes.
La renda mitjana per habitatge era de 27.845 $ i la renda mitjana per família de 38.552 $. Els homes tenien una renda mitjana de 30.833 $ mentre que les dones 25.143 $. La renda per capita de la població era de 14.607 $. Aproximadament el 16,5% de les famílies i el 21,5% de la població estaven per davall del llindar de pobresa.

## Poblacions properes
El següent diagrama mostra les poblacions més properes.